# The Show Must Go On

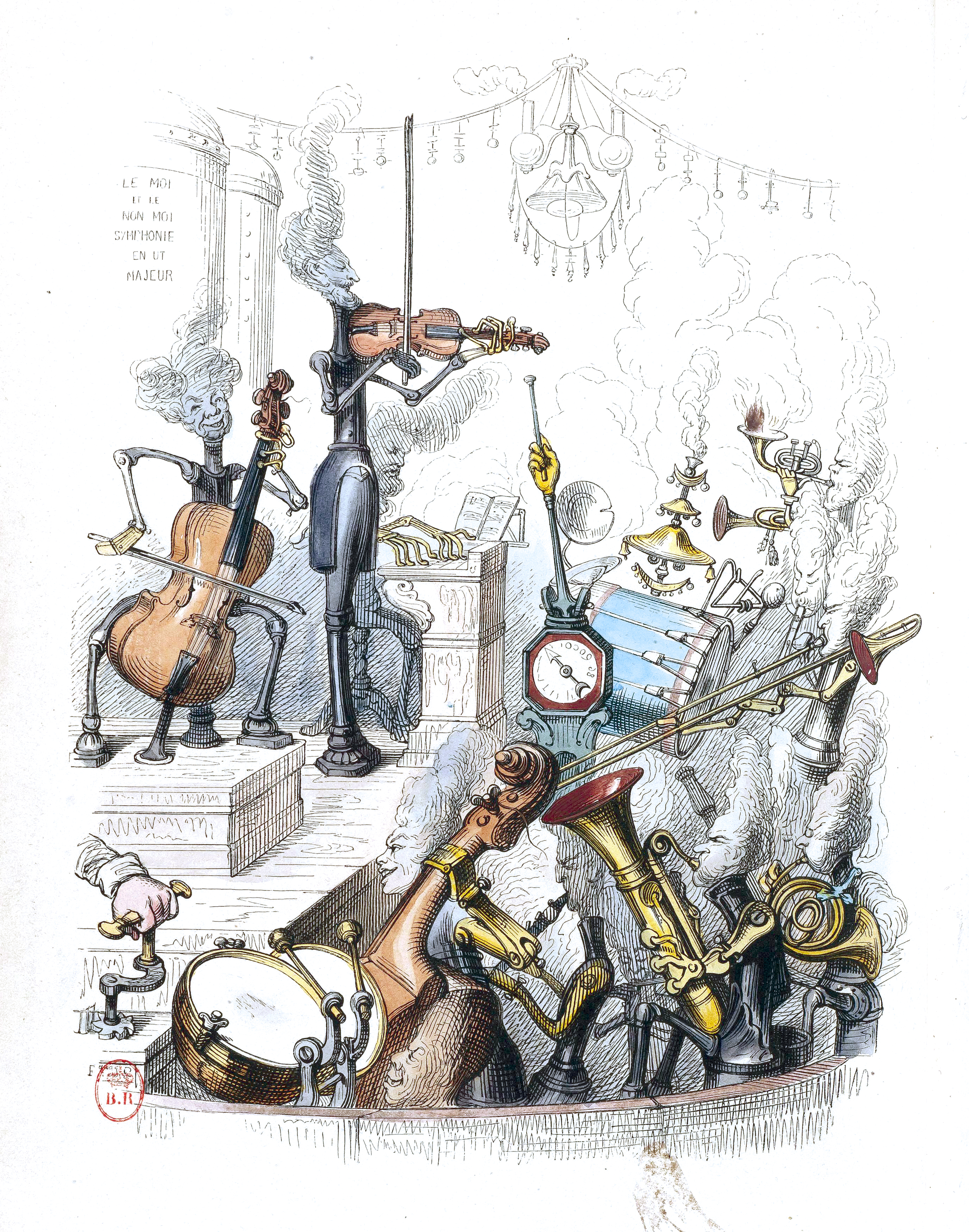
Ilustracja Grandville'a wykorzystana na okładce singla.

The Show Must Go On – piosenka brytyjskiej grupy Queen z albumu Innuendo. Tekst utworu nawiązuje do śmiertelnej choroby wokalisty Freddiego Mercury’ego i angielskiego idiomu show must go on (przedstawienie musi trwać). Singiel został wydany 14 października 1991 roku, a w Wielkiej Brytanii dotarł do 16. miejsca na liście przebojów. W Polsce osiągnął miejsce 3. na Liście przebojów Trójki. Utwór został napisany wspólnie przez cały zespół, ale głównym autorem jest Brian May.
Na wydaniu 12-calowym singla zamieszczono kolaż słów i fragmentów zdań wypowiedzianych przez członków zespołu i spreparowanych przez inżynierów Rudiego Dolezala i Hannesa Rossachera. Dodatek ten zatytułowano „Queen Talks”.

## Teledysk zespołu
Z powodu stanu zdrowia frontmana grupy w teledysku wykorzystano fragmenty innych klipów i nagrań koncertowych pochodzących z wcześniejszego okresu działalności (po wydaniu kompilacji Greatest Hits).

## Utwór w kulturze popularnej
Jest to jeden z ulubionych utworów Eltona Johna, który w 1992 roku wykonał go z Queen na koncercie The Freddie Mercury Tribute Concert, a 17 stycznia 1997 ponownie, w Paryżu, na otwarciu nocnej gali z przedstawieniem Maurice’a Bejarta (Bejart Balet). Piosenka pojawiała się także w programie pianisty podczas koncertów w 1992 promujących płytę The One.
W filmie Moulin Rouge! (2001) piosenkę zaśpiewali Nicole Kidman i Jim Broadbent.
20 maja 2016 ukazał się singel z wersją utworu śpiewaną przez Celine Dion, wspomagała ją w utworze Lindsey Stirling.